# 오타와 레드블랙스
| 오타와 레드블랙스 |                                        |
| 디비전            | 이스트 디비전                          |
| 설립연도          | 2010년                                 |
| 해체연도          |                                        |
| 역사              | 오타와 레드블랙스 (2010년~현재)        |
| 경기장            | TD 플레이스 스타디움                   |
| 연고지            | 온타리오주 오타와                      |
| 구단주            | 재프 헌터                              |
| 단장              | 마르셀 데자르댕                        |
| 감독              | 릭 캠벨                                |
| 디비전 우승       | 1회 (2015)                             |
| 그레이 컵 우승    | 1회 (2015)                             |
| 영구 결번         | 11, 12, 26, 40, 60, 62, 70, 71, 72, 77 |

오타와 레드블랙스(Ottawa Redblacks)는 캐나다 온타리오주 오타와를 연고지로 하는 CFL의 이스트 디비전 소속팀이다.

## 같이 보기
- 캐나디안 풋볼